# 아이모네 디 사보이아아오스타 공작 (1900년)
아이모네 디 사보이아아오스타 공작(Prince Aimone, Duke of Aosta, 1900년 3월 9일 ~ 1948년 1월 29일)은 이탈리아의 통치 중인 사보이아 가문의 왕자이자 이탈리아 왕립 해군 장교였다. 에마누엘레 필리베르토 디 사보이아아오스타 공작의 둘째 아들인 그는 1904년 9월 22일 스폴레토 공작 작위를 받았다. 그는 1942년 3월 3일에 나이로비의 영국 포로 수용소에서 동생 아메데오 왕자가 사망한 후 아오스타 공작 작위를 물려받았다. 또한 1941년 5월 18일부터 1943년 7월 31일까지 크로아티아 독립국의 명목상 토미슬라브 2세(Tomislav II) 국왕으로 재위했다.